# Nemzeti Bajnokság I 1955
L'edizione 1955 del Nemzeti Bajnokság I vide la vittoria finale del Bp. Honvéd, che conquistò il suo quinto titolo.
Capocannonieri del torneo furono Zoltán Czibor e Ferenc Machos, entrambi del Bp. Honvéd, con 20 reti.

## Classifica finale
|    | Classifica            | G  | V  | N  | P  | GF | GS | Dif | Pt |
| -- | --------------------- | -- | -- | -- | -- | -- | -- | --- | -- |
| 1  | Bp. Honvéd (C)        | 26 | 20 | 5  | 1  | 99 | 47 | +52 | 45 |
| 2  | Bp. Vörös Lobogó      | 26 | 18 | 5  | 3  | 71 | 29 | +42 | 41 |
| 3  | Bp. Kinizsi           | 26 | 15 | 7  | 4  | 64 | 27 | +37 | 37 |
| 4  | Vasas SC              | 26 | 16 | 4  | 6  | 62 | 39 | +23 | 36 |
| 5  | Dorogi Bányász        | 26 | 9  | 11 | 6  | 39 | 35 | +4  | 29 |
| 6  | Salgótarjáni BTC      | 26 | 6  | 12 | 8  | 31 | 51 | -20 | 24 |
| 7  | Pécsi Dózsa (N)       | 26 | 8  | 7  | 11 | 29 | 39 | -10 | 23 |
| 8  | Bp. Dózsa             | 26 | 7  | 8  | 11 | 45 | 44 | +1  | 22 |
| 9  | Csepeli Vasas         | 26 | 7  | 8  | 11 | 34 | 42 | -8  | 22 |
| 10 | Szombathelyi Törekvés | 26 | 9  | 4  | 13 | 41 | 57 | -16 | 22 |
| 11 | Győri Vasas           | 26 | 7  | 7  | 12 | 44 | 57 | -13 | 21 |
| 12 | Diósgyőri VTK         | 26 | 6  | 7  | 13 | 40 | 53 | -13 | 19 |
| 13 | ÚTE Izzó              | 26 | 4  | 5  | 17 | 24 | 60 | -36 | 13 |
| 14 | Szolnoki Légierő (N)  | 26 | 3  | 4  | 19 | 17 | 60 | -43 | 10 |

- (C) Campione nella stagione precedente
- (N) squadra neopromossa

### Verdetti
- Bp. Honvéd campione d'Ungheria 1955.
- Vörös Lobogó e Vasas ammesse alla Coppa Mitropa 1956.
- Győri Vasas, Diósgyőri VTK, Vasas Izzó e Szolnoki Légierő retrocesse in Nemzeti Bajnokság II.

### Qualificazioni alle Coppe europee
- Coppa dei Campioni 1956-1957: Bp. Honvéd qualificato.
- Coppa Mitropa 1956: Vörös Lobogó e Vasas qualificati.